# 赫利 (紐約州)
赫利（英語：Hurley）是一個位於美國紐約州阿爾斯特縣的鎮。

## 人口
根據2020年美國人口普查的數據，赫利的面積為93.15平方千米，當中陸地面積為77.47平方千米，而水域面積為15.68平方千米。當地共有人口6178人，而人口密度為每平方千米66人。